# Christian Strasser (Verleger)

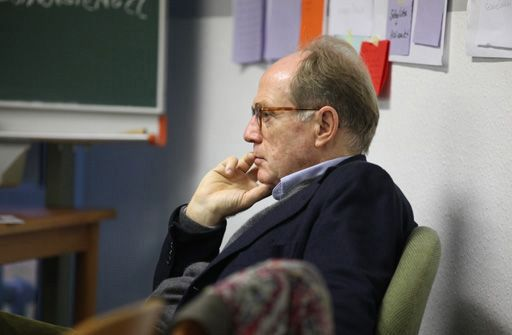
Christian Strasser auf einer Tagung von Kriegsenkel e. V. in Helmstedt, 2014

Christian J. Strasser (* 31. August 1945 in Niebüll) ist ein deutscher Verleger.

## Leben
Strasser ist der Sohn der Buchhändlerin Lucie Funk aus Danzig, sein Vater war der Hamburger Verleger Christian Wegner, der Lucie Funk als Soldat kennengelernt hatte.  Sie flüchtete Anfang 1945 in den Westen, Strasser wurde in Niebüll in Schleswig-Holstein geboren. Er wuchs bei seiner Mutter auf, die nach dem Krieg in Hagen/Westfalen eine neue Buchhandlung gründete. Wer sein Vater war, erfuhr er nach eigenen Angaben erst   nach dessen Tod 1965. Halbbrüder Strassers sind unter anderem der Rowohlt-Verleger Matthias Wegner sowie der Gründer der Hamburger Statt-Partei Markus E. Wegner. Anton Kippenberg, der Verleger des Insel-Verlags, war sein Großonkel.
Nach der Mittleren Reife machte Strasser zunächst eine Maschinenbaulehre, anschließend trampte er ein Jahr lang durch Kanada. Er ging nach Hamburg, wo er von 1965 bis 1966 eine Buchhändlerlehre absolvierte. Nach dem Wehrdienst, den er als Fahnenjunker d.R. beendete, wurde er Anfang 1969 Werbeleiter der Buchhandlung Hugendubel in München, wo er 1971 mit Heinrich Hugendubel die Buchwerbung der Neun Christian Strasser KG gründete, der die neun größten deutschen Buchhändler als Kommanditisten angehörten.
1973 trat er in den Konzern Time Life ein, zunächst in Amsterdam als German Marketing Direktor, dann 1975 als Gründungsgeschäftsführer der deutschen Time-Life-Niederlassung in München. 1980 war er in Washington D.C. International Operations Manager, 1981 wurde er zum Europachef von Time Life Books Inc. mit Sitz in London ernannt. Während zweier berufsbegleitender Studienaufenthalte an der Harvard Business School und an der Stanford Business School 1980 wurde Strasser für Aufgaben im Top-Management vorbereitet, bis er 1985 als Vice President International die Verantwortung für den weltweiten Vertrieb übernahm.
1986 kehrte er nach Deutschland zurück und war bis Ende 1988 geschäftsführender Gesellschafter des Gräfe & Unzer-Verlags. 1990 kaufte er den Bucher Verlag und machte sich als Verleger selbständig. 1992 kaufte er zusammen mit seinem 50 Prozent Partner Heinrich Hugendubel die Verlagsgruppe List/Südwest und gründete das Verlagshaus Goethestrasse. Nach der Fusion Anfang 1997 mit der Econ-Verlagsgruppe, zu der auch der Verlag Marion von Schröder gehörte, gründete er die Verlagsgruppe Econ und List. Strasser erweiterte die Gruppe im gleichen Jahr durch Zukauf des Claassen Verlags.
Ende 1998 verkauften Strasser und seine Partner 95 Prozent der Verlagsgruppe an den Axel-Springer-Verlag, der das Unternehmen mit den bei Springer ansässigen Verlagen Ullstein und Propyläen zur Verlagsgruppe Econ Ullstein List verschmolz. Zur Verlagsgruppe zählten 14 Verlage, zu deren geschäftsführendem Verleger Strasser bestellt wurde.
Zum 1. Januar 2001 kaufte der Axel-Springer-Verlag den Wilhelm-Heyne-Verlag und formte durch eine erneute Verschmelzung die neue Verlagsgruppe Ullstein Heyne List, weiterhin mit Strasser als geschäftsführendem Verleger. Die Gruppe machte einen Umsatz von knapp 200 Millionen Euro und war zusammen mit der Verlagsgruppe Random House (Bertelsmann) Marktführer im deutschsprachigen Raum.
Im Jahre 2003 verkaufte der Axel-Springer-Verlag seine sämtlichen Buchverlage an Random House, um sich wieder auf das journalistische Kerngeschäft zu konzentrieren. Aufgrund der Untersagung durch das Bundeskartellamt verkaufte Random House die Hälfte der Verlagsgruppe an den schwedischen Bonnier-Konzern weiter. Strasser scheiterte bei seinem Versuch, diese Verlage mit Hilfe von Investoren selbst zurückzukaufen und schied Ende November 2003 aus der Verlagsgruppe aus.
Zum 1. Oktober 2004 übernahm er den stillgelegten Schweizer Pendo Verlag und widmete sich als privater Verleger neben der Belletristik vor allem aktuellen Themen aus Politik und Gesellschaft. 2008 verkaufte er Pendo und den inzwischen neu gegründeten Fahrenheit-Verlag an den zu Bonnier gehörenden Piper-Verlag.
Kurz darauf gründete er in München den Esoterik-Verlag Scorpio.
2012 kaufte Christian Strasser den stillgelegten Europa Verlag Wien und eröffnete Verlagssitze in Berlin und München. 2019 meldete zunächst Scorpio Eigeninsolvenz an, gefolgt vom Europa Verlag. Strasser verlor zunächst die Beteiligung am umstrukturierten Verlag, im April 2020 kaufte er alle Anteile wieder zurück und ist seitdem wieder alleiniger Gesellschafter und Verleger der Verlagsgruppe.
Strasser lebt in München und Berlin.

## Auszeichnungen
- 1997: Verleger des Jahres

## Veröffentlichung
- Das erwachende Bewusstsein. Aufbruch in die neue Zeit. Scorpio, München 2010, ISBN 978-3-942166-14-0.